# Szczelina dyfrakcyjna

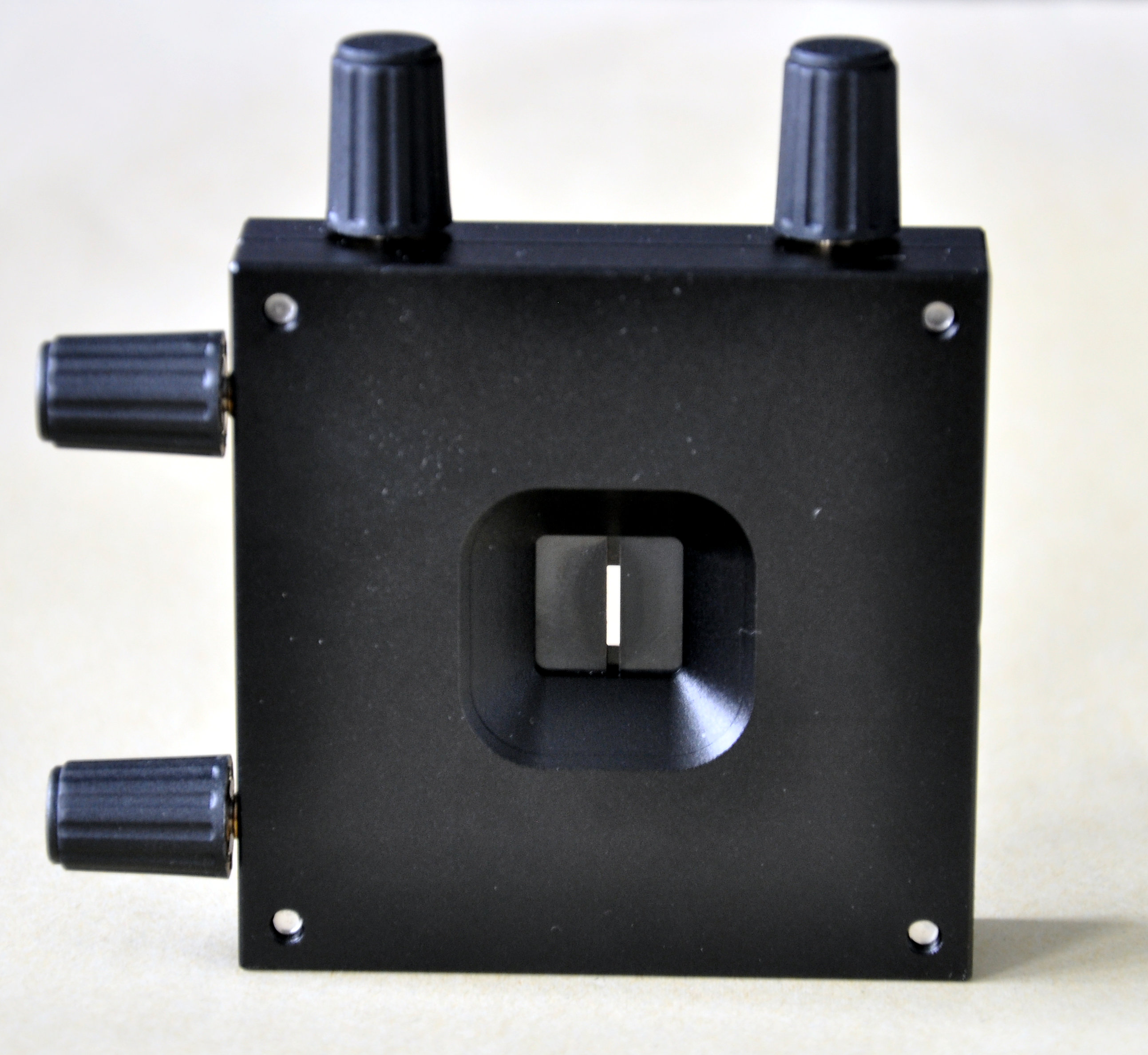
Optyczna szczelina

Szczelina dyfrakcyjna – szczelina, która powoduje dyfrakcję (ugięcie fal).
Zgodnie z zasadą Huygensa każdy punkt ośrodka, do którego dotarło czoło fali, można uważać za źródło nowej fali kulistej (nazywanej falą cząstkową), a w ośrodku powstaje wypadkowa powierzchnia falowa, styczna do powierzchni wszystkich fal cząstkowych, które ze sobą interferują. Wynika z tego, że ugięcie fal zachodzi na wszystkich krawędziach obiektów znajdujących się w ośrodku, jednak aby zjawisko było łatwe do zaobserwowania, szerokość szczeliny musi być porównywalna z długością fali.
W przypadku pojedynczej szczeliny o zaniedbywalnie dużej długości o kształcie prostokątnym zależność intensywności promieniowania świetlnego {\displaystyle I(\theta )} w funkcji kąta {\displaystyle \theta } odchylenia od płaszczyzny prostopadłej do dłuższego z wymiarów szczeliny (podanego w radianach), długości fali {\displaystyle \lambda ,} szerokości szczeliny {\displaystyle a} oraz intensywności promienia w kierunku prostopadłym {\displaystyle (\theta =0)I_{0}} jest opisana równaniem (1)
|  |  | {\displaystyle I(\theta )=I_{0}\left[{\frac {\sin \left({\frac {\pi a\sin \theta }{\lambda }}\right)}{\frac {\pi a\sin \theta }{\lambda }}}\right]^{2}.} |  | (1) |

Ugięcie fal następujące na jednej szczelinie jest nazywane dyfrakcją Fraunhofera wtedy, gdy odległość od szczeliny do ekranu, na którym obserwujemy efekt, jest bardzo duża w porównaniu z szerokością szczeliny. W przypadku, w którym odległość pomiędzy szczeliną a ekranem nie jest wystarczająco duża, aby zapewnić w przybliżeniu równoległy przebieg promieni fali, mamy do czynienia z dyfrakcją Fresnela.
Interferencję fal uginanych na dwóch szczelinach dyfrakcyjnych obrazuje doświadczenie Younga. Rolę szczeliny dyfrakcyjnej może pełnić obszar pomiędzy rysami lub prążkami holograficznymi utworzonymi na przezroczystym materiale lub lustrze metalicznym. Stosowany w optyce przyrząd, posiadający wiele równoległych rys położonych w jednakowej odległości od siebie, nazywany jest siatką dyfrakcyjną.
Dla fal o bardzo małej długości fali rolę szczelin dyfrakcyjnych mogą pełnić przestrzenie pomiędzy atomami; w 1927 roku George Thomson wykazał dzięki temu falowe własności elektronów, przepuszczając promienie katodowe przez cienką folię metalową, natomiast w latach 40. XX wieku fakt ten został wykorzystany przez B.K. Vainshteina i jego zespół do pionierskich prac nad zastosowaniem niskoenergetycznych elektronów do badania struktury powierzchni materiałów metodą dyfrakcji elektronów. Odległości w sieciach krystalicznych pozwalają na badanie tych struktur metodą rentgenografii strukturalnej.
W 1814 roku Joseph von Fraunhofer skonstruował spektrometr optyczny złożony z pryzmatu, szczeliny oraz teleskopu. Fale elektromagnetyczne po przejściu przez szczelinę w warunkach dyfrakcji Fraunhofera (tj. przy dostatecznie dużej odległości pomiędzy aperturą a ekranem) tworzą profil intensywności użyteczny w spektroskopii, natomiast profil powstający w warunkach dyfrakcji Frensela (niewielka odległość apretury od ekranu) jest wykorzystywany w litografii. Obecnie w znacznej części metod spektroskopowych najczęściej stosowane są siatki dyfrakcyjne, jednak w przypadku spektroskopii rentgenowskiej zastosowanie pojedynczych szczelin bywa wystarczające, a ma zalety obejmujące niższy koszt, zwiększoną wytrzymałość mechaniczną i zmniejszenie liczby komponentów wymagających kalibracji spektralnej. Szczeliny dyfrakcyjne zastosowano konstrukcji optycznego czujnika tensometrycznego Tuckermana; rozwiązania o podobnej konstrukcji stosowane są m.in. podczas pomiaru naprężeń w gorących materiałach.